# Dendrométrie

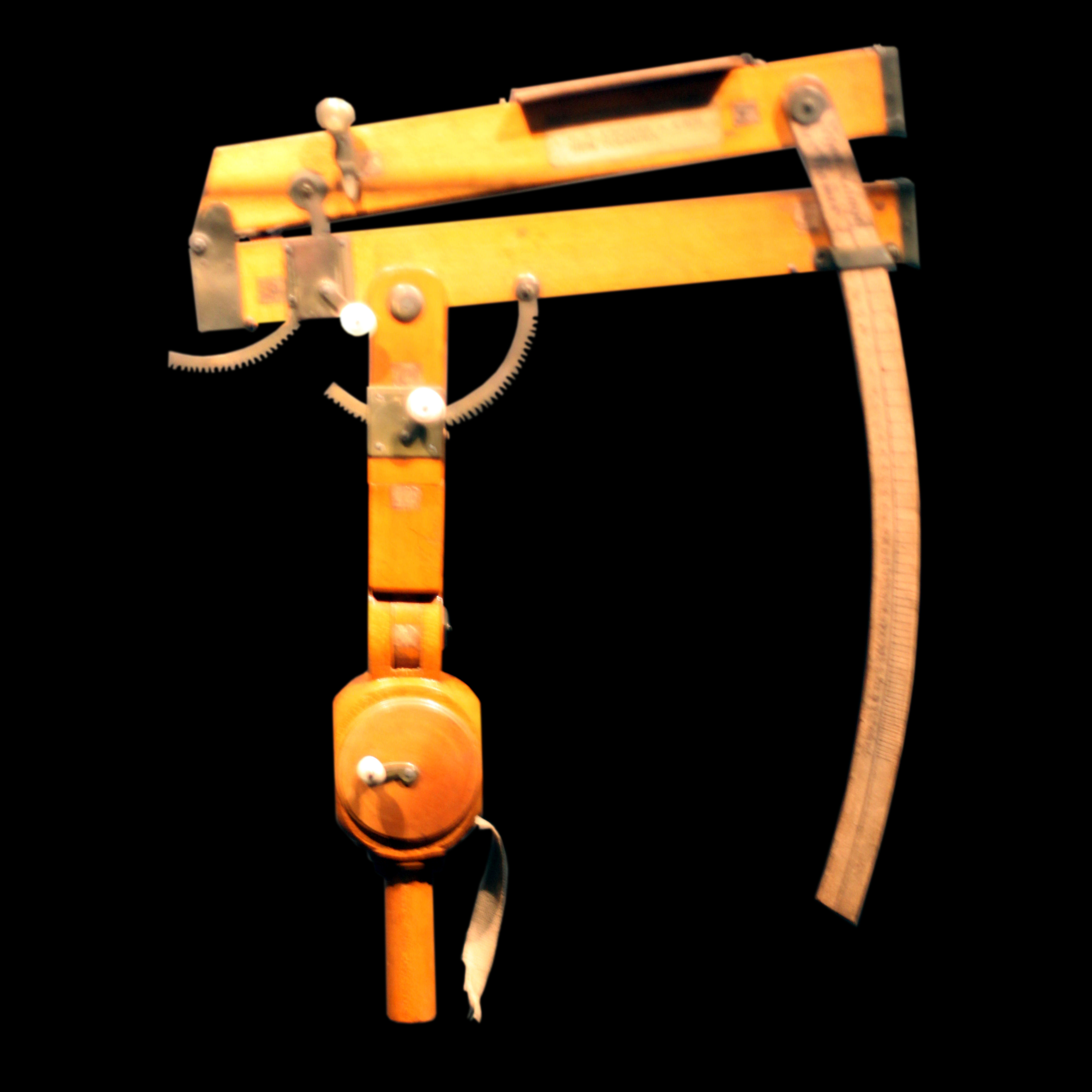
Dendromètre du début du XIXe siècle, exposé au Musée des Arts et Métiers.

La dendrométrie désigne l'opération qui (pour l'écologue, le sylviculteur ou l'acheteur de bois) mesure le diamètre des arbres. 

Par extension, ce mot désigne aussi l'opération qui par différents moyens mesure certaines caractéristiques physiques quantifiables des arbres (et/ou de peuplements) : 
- diamètre  (mesuré à hauteur de poitrine) ;
- hauteur, volume (cubage) ;
- épaisseur de l’écorce ;
- forme ;
- âge ;
- nature, état et volume ou diamètre du bois-mort.

On peut alors ainsi produire des valeurs moyennes, minima et maxima pour le diamètre et la taille, la densité du bois, le volume moyen, facteur d’élancement... Ces valeurs sont d'intérêt économique, mais peuvent aussi aider à mesurer l'état de conservation du milieu et à mieux planifier la gestion forestière.

## Aspects économiques
La dendrométrie a un débouché économique avec les tarifs de cubage, et un intérêt sylvicole et écologique pour le gestionnaire (évaluation des dynamiques d’accroissements et de productivité, distance par rapport à des indicateurs de « bon état écologique », écocertification, évaluation d'absorption ou de puits de carbone, etc.).

## Outil pour les mesures dendrométriques
Différents outils de calcul ou mesure de la hauteur ou épaisseur ou du cubage des arbres.

Il existe aussi les appareils pour les mesures dendrométriques complètes (hauteur, projection et profil du houppier, profils de tronc).

## Protocoles
En France, pour permettre des mesures homogènes et comparables, un « protocole de suivi dendrométrique » des réserves forestières (PSDRF ; autrefois dit protocole MEDD, naturalité, réserves, PSEF, etc.) est en cours de mise au point (2012) à partir d'un travail associant notamment l'ENGREF, Réserves naturelles de France, et l'ONF, le Cemagref (devenu IRSTEA) et l'IFN. Un logiciel de saisie directe sur Terminal de Saisie (TDS), dit « dendro » et disponible depuis 2010, produit par RNF et l’ONF, et une plateforme de centralisation et de traitement des données est prévue.
Depuis 2005, un réseau de « placettes forestières permanentes » permet un suivi spécifique de la dynamique des peuplements des réserves naturelles et des réserves biologiques (sous l'égide de RNF, coordinateur depuis 2008, le contrat Etat-ONF-FNCOFOR 2012-2016 confirmant que « l’ONF continuera à participer au protocole commun de description et de suivi à long terme des écosystèmes forestiers à caractère naturel en association avec RNF ». En 2012, la majorité des habitats forestiers français est ainsi couverte et d'autres via les Parcs nationaux, parcs naturels régionaux ou conservatoires des sites (CEN) pourraient ensuite enrichir le réseau.
Ce protocole doit permettre sur 6 massifs forestiers la mise en œuvre d'un Projet dit « GNB » pour « Gestion, Naturalité, Biodiversité » ; avec inventaire naturaliste de 7 groupes taxonomiques, coordonné par IRSTEA, avec RNF et l'ONF, pour mieux comprendre la réponse de la biodiversité en cas d'arrêt de l'exploitation forestière lors d'une mise en réserve biologique intégrale par exemple .

## Galerie des images

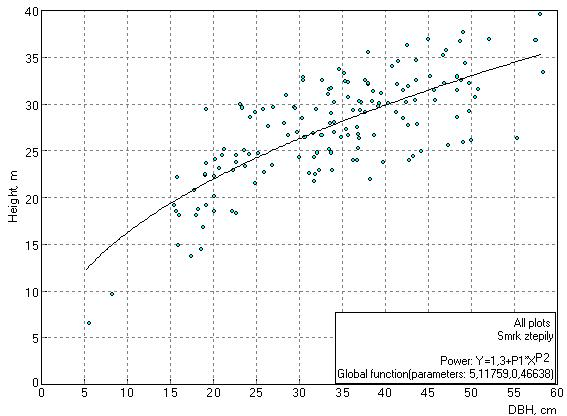
Modélisation de la hauteur des arbres (module de Field-Map Inventory Analyst) pour l'estimation de données de hauteur manquantes
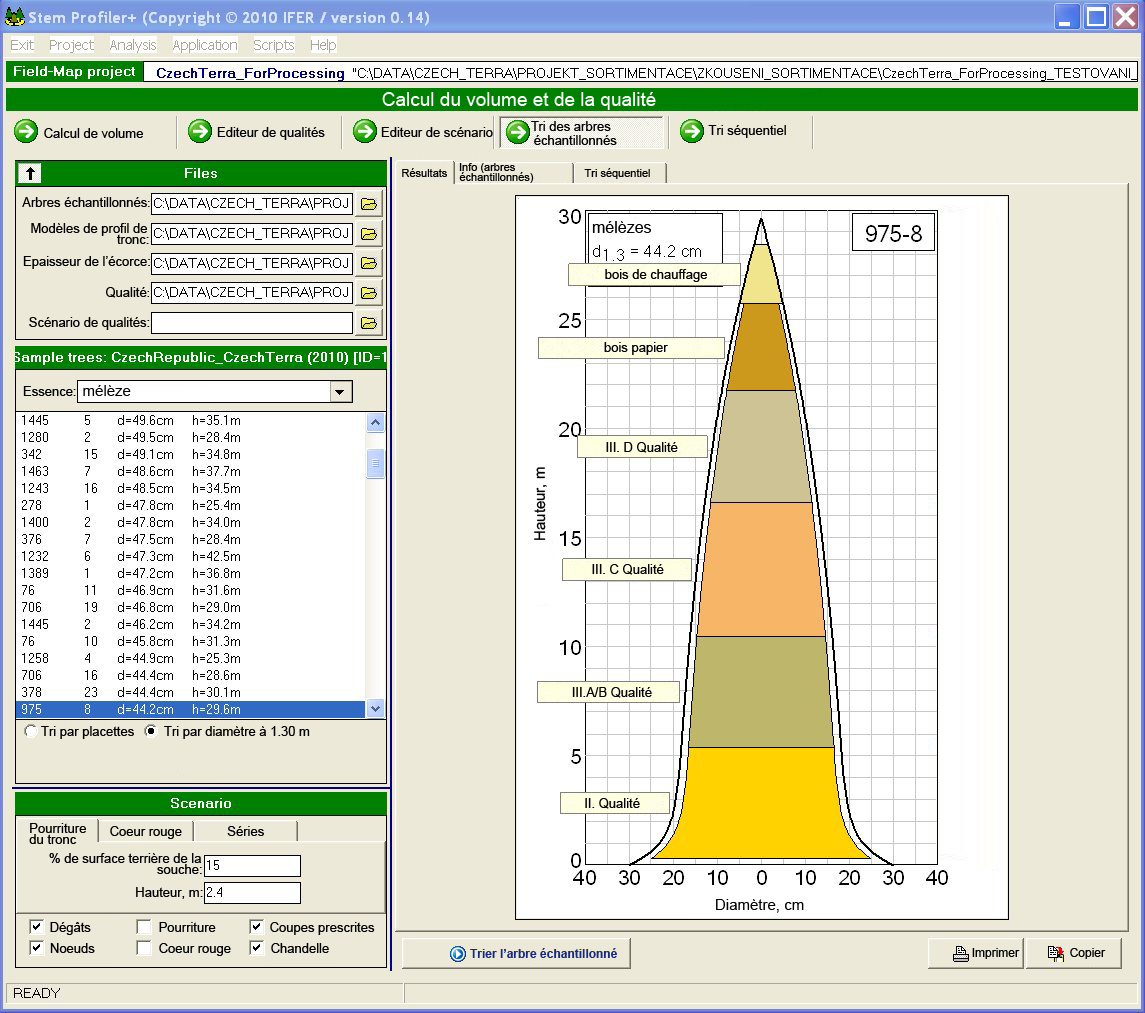
Le logiciel Stem Analyst utilisé pour l’estimation du volume du bois selon la qualité des arbres sur pied, des peuplements et même des massifs forestiers.